# Hossein Amir-Abdollahian
Hossein Amir-Abdollahian (in persiano حسین امیرعبداللهیان  ‎; Damghan, 23 aprile 1964 – Uzi, 19 maggio 2024) è stato un diplomatico e politico iraniano, dal 2021 al 2024 ministro degli affari esteri dell'Iran; in precedenza dal 2011 al 2016 fu viceministro degli esteri per gli affari arabi e africani e ricoprì anche ruoli diplomatici come quello di ambasciatore.

## Biografia
Amir-Abdollahian si sposò nel 1994 ed ebbe due figli. Conseguì un dottorato di ricerca presso l'Università di Teheran in relazioni internazionali e parlava perfettamente in lingua araba e in inglese.

## Morte
Amir-Abdollahian morì nell'incidente d'elicottero di Varzaqan, nel quale perse la vita anche il presidente iraniano Ebrahim Raisi.